# Conus encaustus
Conus encaustus is een in zee levende slakkensoort uit het geslacht Conus. De slak behoort tot de familie Conidae. Conus encaustus werd in 1845 beschreven door Kiener. Net zoals alle soorten binnen het geslacht Conus zijn deze slakken roofzuchtig en giftig. Zij bezitten een harpoenachtige structuur waarmee ze hun prooi kunnen steken en verlammen.